# Handbuch der naturräumlichen Gliederung Deutschlands
Das Handbuch der naturräumlichen Gliederung Deutschlands ist ein im bundesdeutschen Auftrag erstelltes mehrteiliges Buchprojekt der ehemaligen Bundesanstalt für Landeskunde, das sich der deutschlandweiten Einteilung in Naturräume widmete und an dem rund 400 Verfasser, zum großen Teil Geographen, beteiligt waren.

## Beschreibung
Das in insgesamt acht Büchern über 1300 Seiten starke eigentliche Handbuch wurde zwischen 1953 und 1962 herausgegeben. Herausgeber waren der Institutsleiter Emil Meynen sowie Projektleiter Josef Schmithüsen, ab der 6. Lieferung durch vier weitere Mitherausgeber (Johannes F. Gellert, Ernst Neef, Heinrich Müller-Miny, Joachim Heinrich Schultze) verstärkt. Die wissenschaftliche Redaktion bestand aus Meynen, Müller-Miny und Schmithüsen (Stand: 1960). Neben der damaligen Bundesrepublik Deutschland wurde auch das Gebiet der DDR komplett mit erfasst. Das Gebiet der damals zwei deutschen Staaten wurde in insgesamt 90 zweistellige, sogenannte Haupteinheitengruppen parzelliert, die sich wiederum in maximal 10 dreistellige Haupteinheiten aufspalteten. Zur Buchreihe wurde eine Karte im Maßstab 1:1.000.000 herausgegeben.
Mit der Herausgabe des bis zur Haupteinheit beschreibenden Handbuchs war das Projekt noch nicht beendet; es folgte über Jahrzehnte die gemeinsam mit dem Handbuch begonnene Buchreihe Geographische Landesaufnahme 1:200.000 – Naturräumliche Gliederung Deutschlands, die die Haupteinheiten feiner unterteilt, sodass die kleinsten beschriebenen Einheiten, je nach Landschaft, ein bis drei Nachkommastellen haben. Die Einzelblätter unter dem jeweiligen Untertitel Die naturräumlichen Einheiten auf Blatt <laufende Nummerierung; Name eines Ortes innerhalb des Kartenausschnittes> bestehen je aus einer Karte im Maßstab 1:200.000 vom Umfang eines Längen- und eines halben Breitengrades sowie einem zwischen 40 und über 100 Seiten umfassenden Taschenbuch. In Randgebieten wächst die Breite u. U. auf bis zu 1°40' Längengrade.
Auch die Buchreihe 1:200.000 sollte ursprünglich das Gebiet der DDR mit erfassen. Allerdings ist in deren Gebiet, von Blatträndern abgesehen, nur ein einziges reguläres Kartenblatt erschienen. Letztlich wurde ein Blatt Berlin geplant (indes nie herausgegeben), das sich exakt an den Stadtgrenzen orientieren sollte – und nicht, wie die anderen Kartenblätter, an den systematischen Längen- und Breitengraden. Davon abgesehen sind auch ein paar wenige westdeutsche Kartenblätter im Norden und im Südosten nie erschienen.

## Handbuch
Das im Selbstverlag des Instituts (bis 6. Lieferung Remagen, ab dann Bad Godesberg) erschienene, laufend durchnummerierte Handbuch besteht aus den folgenden Teilen:
- Handbuch der naturräumlichen Gliederung Deutschlands
  - Erste Lieferung 1953 – Einleitung, Haupteinheitengruppen 01 bis 06 (Alpen und Voralpen); Seiten 1–136
  - Naturräumliche Gliederung Deutschlands (mit Höhenschichten) 1954 – Karte 1:1.000.000
  - Zweite Lieferung 1955 – Haupteinheitengruppen 07–15 (Südwestdeutsches Stufenland); Seiten 137–258
  - Dritte Lieferung 1956 – Haupteinheitengruppen 16–23 (Hoch- und Oberrhein; Mittelgebirge westlich des Oberrheingrabens); Seiten 259–350
  - 4. und 5. Lieferung 1957 – Haupteinheitengruppen 24–38 (westliche und zentrale Mittelgebirgsschwelle); Seiten 351–608
  - 6. Lieferung 1959 – Haupteinheitengruppen 39–57 (Östliche Mittelgebirge nebst Vorland, Niederrhein und Nordwestfalen); Seiten 609–882
  - Verwaltungsgrenzenkarte Deutschlands mit naturräumlicher Gliederung 1960 – aktualisierte Karte 1:1.000.000
  - 7. Lieferung 1961 – Haupteinheitengruppen 58–76 (Nordwestdeutsches Tiefland); Seiten 883–1090
  - 8. Lieferung 1961 – Haupteinheitengruppen 77–90 (Nordostdeutsches Tiefland); Seiten 1091–1218
  - 9. Lieferung 1962 – Schriften-, Karten- und Verfasserverzeichnis; Register; Seiten 1219–1340

Zu den einzelnen Haupteinheitengruppen siehe Naturräumliche Großregionen Deutschlands.

## Einzelblätter
Standardmäßig sind die Karten einen Längengrad breit und einen halben Breitengrad hoch, was einer dargestellten Fläche von 3500 km² (55. Breitengrad) bis gut 4000 km² (48. Breitengrad) entspricht. Karten im Inneren Deutschlands gehen je von x°20' bis (x+1)°20' Östlicher Länge und von y°00' bis (y-1)°30' bzw. von y°30' bis y°00' Nördlicher Breite. Damit liegt der Kartenausschnitt im DIN-A3-Format, Karte inklusive Legende in DIN A2.
In Grenzgebieten wurde die östliche Länge gegebenenfalls um 5-40' erweitert, die nördliche Breite um 5-15'. Letztere Karten heißen dann, auch wenn sie z. B. nur um weniger als zehn Prozent vergrößert sind, Doppelblätter und tragen zwei durch Schrägstrich getrennte, aufeinanderfolgende Ziffern. Lediglich zehn der Doppelblätter nehmen nebst Legende einen Ausschnitt von mehr als DIN A2 ein. Dadurch wächst das breiteste Kartenblatt (Köln/Aachen, südlichstes Blatt mit 5/3 Längengraden) auf eine Fläche von etwa 6400 km², die beiden höchsten Blätter (Lindau/Oberstdorf und Kaufbeuren/Mittenwald, 3./4. Breitengrad) auf etwa 6100 km².
Bereits 1942 hatte die damalige Abteilung für Landeskunde des Reichsamtes für Landesaufnahme mit der naturräumlichen Gliederung im Maßstab 1:200.000 begonnen; als erstes wurde 1943 – zunächst unveröffentlicht – das von Heinrich Müller-Miny bearbeitete Blatt Wreschen im damals besetzten Polen vorgelegt. Für das heutige Gebiet der Bundesrepublik erschien als erstes Blatt aus der Reihe Geographische Landesaufnahme 1:200.000. Naturräumliche Gliederung Deutschlands im Jahre 1949, also noch vor dem Erscheinen der ersten Lieferung des Handbuchs, das Blatt Stuttgart, dem 1952 als erste mit begleitenden Buchtexten die Blätter Karlsruhe und Ulm folgten, alle im Reise- und Verkehrsverlag Stuttgart. Die meisten der Einzelblätter – insgesamt 51, darunter auch eine Neubearbeitung des Blattes Stuttgart, welches ursprünglich fast nur aus Karte und Legende bestanden hatte – erschienen indes zwischen 1959 und 1974 im Selbstverlag Bad Godesberg, der auch die späteren Blätter herausgab. Zwischen 1977 und 1981 erschienen sechs weitere Blätter, die letzten sechs bis zur Auflösung des Instituts für Landeskunde schließlich zwischen 1987 und 1994. Ergänzt werden diese insgesamt 65 Einzelblätter durch ein erst 2004 erschienenes Essay zu Blatt Bamberg in den Mitteilungen der Fränkischen Geographischen Gesellschaft.
Mit Abstand „fleißigste“ Bearbeiterin der Anfangszeit war Sofie Meisel(-Jahn), die zwischen 1959 und 1964 in insgesamt zwölfeinhalb Blättern Niedersachsen und den Norden Westfalens fast im Alleingang erfasste. Zweithäufigster und mit Abstand langjährigster Bearbeiter war Hansjörg Dongus, der bereits 1961 Band Göppingen verfasste, sechs Jahre später Blatt Stuttgart deutlich überarbeitete und ergänzte, um schließlich zwischen 1991 und 1994 noch drei der allerletzten Kartenblätter im Gebiet der Voralpen zu verfassen. Von den insgesamt 3432 Seiten (mit Blatt Bamberg 3480 Seiten – durchschnittlich 53 je Einzelblatt) verfasste Meisel 516 (davon 40 nach Vorarbeit eines anderen Bearbeiters) und Dongus 379 (abzüglich der übernommenen Gliederungen der Urausgabe von Blatt Stuttgart). Das kürzeste Einzelblatt (Bremerhaven) hat 18 Seiten, während die Blätter Saarbrücken (154 Seiten) und München (128 Seiten in Kleinschrift) vergleichsweise umfangreich angelegt wurden.
Die folgende Tabelle gibt einen Überblick über die 65 bzw. 66 Einzelblätter (bis auf Karlsruhe, Ulm und Bamberg je Selbstverlag Bad Godesberg, „n. e.“ = nicht erschienen); die Links „Blatt XY“ führen zur Liste, wo auch alle kompletten Autorennamen aufgeführt sind:
| NB\ÖL           | 5°40'–6°20'                         | 06°20' – 07°20'                                  | 07°20' – 08°20'                                       | 08°20' – 09°20'                                     | 09°20' – 10°20'                                  | 10°20' – 11°20'                                 | 11°20' – 12°20'                                | 12°20' – 13°20'                                | 13°20' – 14°20'                             | 14°20' – 15°20'                   |
| --------------- | ----------------------------------- | ------------------------------------------------ | ----------------------------------------------------- | --------------------------------------------------- | ------------------------------------------------ | ----------------------------------------------- | ---------------------------------------------- | ---------------------------------------------- | ------------------------------------------- | --------------------------------- |
| 55°00' – 54°30' |                                     |                                                  | Blatt 8 Westerland (n. e.)                            | Blatt 9 Tondern (n. e.)                             | Blatt 10 Schleswig (n. e.)                       | Blatt 11 Westermarkelsdorf ab 54°35'            |                                                | Blatt 12 Wiek (n. e.)                          | Blatt 13 Sagard (n. e.)                     |                                   |
| 54°30' – 54°00' |                                     |                                                  | Blatt 22 (nur Helgoland)                              | Blatt 22 46 S. Husum (G. Richter 1962)              | Blatt 23 Kiel (n. e.)                            | Blatt 24 26 S. Eutin (B. Schwenzer 1974)        | Blatt 25 Rostock (n. e.)                       | Blatt 26 Stralsund (n. e.)                     | Blatt 27 Greifswald (n. e.)                 |                                   |
| 54°00' – 53°30' |                                     | Blatt 37 Norden ab 6°40'                         | Blatt 38 21 S. Wilhelmshaven (S. Meisel 1961)         | Blatt 39 18 S. Bremerhaven (S. Meisel 1962)         | Blatt 40 Hamburg (Nord) (n. e.)                  | Blatt 41 Lübeck (n. e.)                         | Blatt 42 Schwerin (n. e.)                      | Blatt 43 Neubrandenburg (n. e.)                | Blatt 44 Swinemünde (n. e.)                 | Blatt 45 Wollin (n. e.)           |
| 53°30' – 53°00' |                                     | Blatt 54 Emden ab 6°40'                          | Blatt 55 40 S. Oldenburg (S. Meisel 1962)             | Blatt 56 28 S. Bremen (S. Meisel 1961)              | Blatt 57 44 S. Hamburg (Süd) (S. Meisel 1964)    | Blatt 58 43 S. Lüneburg (W. Meibeyer 1980)      | Blatt 59 Ludwigslust (n. e.)                   | Blatt 60 Neustrelitz (n. e.)                   | Blatt 61 Prenzlau (n. e.)                   | Blatt 62 Stettin (n. e.)          |
| 53°00' – 52°30' |                                     | Blatt 70 Lingen ab 6°40'                         | Blatt 71 36 S. Cloppenburg (S. Meisel 1959)           | Blatt 72 29 S. Nienburg (Weser) (S. Meisel 1959)    | Blatt 73 37 S. Celle (S. Meisel 1960)            | Blatt 74 46 S. Salzwedel (W. Meibeyer 1970)     | Blatt 75 31 S. Stendal (H. Claus 1964)         | Blatt 76 Berlin NW (n. e.)                     | Blatt 77 Berlin NO (n. e.)                  | Blatt 78 Berlin NO-E (n. e.)      |
| 52°30' – 52°00' |                                     | Blatt 83 Bentheim ab 6°40'                       | Blatt 84 66 S. Osnabrück (S. Meisel 1961)             | Blatt 85 50 S. Minden (S. Meisel 1959)              | Blatt 86 60 S. Hannover (S. Meisel 1960)         | Blatt 87 38 S. Braunschweig (T. Müller 1962)    | Blatt 88 Magdeburg (n. e.)                     | Blatt 89 Berlin SW (n. e.)                     | Blatt 90 Berlin SO (n. e.)                  | Blatt 91 Frankfurt (Oder) (n. e.) |
| 52°00' – 51°30' | Blatt 95 Kleve                      | Blatt 96 75 S. Wesel (W. v. Kürten 1977)         | Blatt 97 47 S. Münster (S. Meisel 1960)               | Blatt 98 40 S. Detmold (S. Meisel 1959)             | Blatt 99 36 S. Göttingen (J. Hövermann 1963)     | Blatt 100 37 S. Halberstadt (J. Spönemann 1970) | Blatt 101 Dessau (n. e.)                       | Blatt 102 Wittenberg (n. e.)                   | Blatt 103 Lübbenau (n. e.)                  | Blatt 104 Guben (n. e.)           |
| 51°30' – 51°00' | Blatt 108 Erkelenz                  | Blatt 109 55 S. Düsseldorf (div. 1963)           | Blatt 110 80 S. Arnsberg (M. Bürgener 1969)           | Blatt 111 94 S. Arolsen (M. Bürgener 1963)          | Blatt 112 108 S. Kassel (Hans-Jürgen Klink 1969) | Blatt 113 Sondershausen (n. e.)                 | Blatt 114 Halle (n. e.)                        | Blatt 115 Leipzig (n. e.)                      | Blatt 116 Dresden (n. e.)                   | Blatt 117 Görlitz (n. e.)         |
| 51°00' – 50°30' | Blatt 122 Aachen                    | Blatt 123 52 S. Köln (E. Glässer 1978)           | Blatt 124 36 S. Siegen (H. Fischer 1972)              | Blatt 125 32 S. Marburg (G. Sandner 1960)           | Blatt 126 38 S. Fulda (W. Röll 1969)             | Blatt 127 Gotha (n. e.)                         | Blatt 128 Plauen (Nord) (n. e.)                | Blatt 129 Chemnitz (n. e.)                     | Blatt 130 Aussig (n. e.)                    | Blatt 131 Görlitz-S (n. e.)       |
| 50°30' – 50°00' | Blatt 136 Cochem-W ab 6°05'         | Blatt 137 39 S. Cochem (div. 1974)               | Blatt 138 82 S. Koblenz (div. 1971)                   | Blatt 139 35 S. Frankfurt a. M. (B. Schwenzer 1967) | Blatt 140 43 S. Schweinfurt (B. Schwenzer 1968)  | Blatt 141 42 S. Coburg (H. Späth 1987)          | Blatt 142 Plauen (Süd) (n. e.)                 | Blatt 143 Chemn.-S / Plauen (Süd)-E (n. e.)    |                                             |                                   |
| 50°00' – 49°30' | Blatt 148 Mettendorf z. T. ab 6°08' | Blatt 149 68 S. Trier (O. Werle 1974)            | Blatt 150 39 S. Mainz (H. Uhlig 1964)                 | Blatt 151 61 S. Darmstadt (O. Klausing 1967)        | Blatt 152 45 S. Würzburg (div. 1963)             | Blatt 153 48 S. Bamberg (K.-A. Habbe 2004)      | Blatt 154 Bayreuth (n. e.)                     | Blatt 155 Bayreuth-E (n. e.)                   |                                             |                                   |
| 49°30' – 49°00' |                                     | Blatt 159 154 S. Saarbrücken (H. Schneider 1972) | Blatt 160 47 S. Landau i. d. Pfalz (A. Pemöller 1969) | Blatt 161 24 S. Karlsruhe (J. Schmithüsen 1952)     | Blatt 162 58 S. Rothenburg (W.-D. Sick 1962)     | Blatt 163 33 S. Nürnberg (F. Tichy 1973)        | Blatt 164 64 S. Regensburg (D. J. Manske 1981) | Blatt 165 86 S. Cham (K. M.-H. 1973)           | Blatt 166 Cham-E z. T. bis 13°25'           |                                   |
| 49°00' – 48°30' |                                     |                                                  | Blatt 169 31 S. Rastatt (H. Fischer 1967)             | Blatt 170 76 S. Stuttgart (v. a. H. Dongus 1967)    | Blatt 171 54 S. Göppingen (H. Dongus 1961)       | Blatt 172 38 S. Nördlingen (R. Jätzold 1962)    | Blatt 173 30 S. Ingolstadt (div 1990)          | Blatt 174 88 S. Straubing (div. 1967)          | Blatt 175 50 S. Passau (U. Bodemüller 1971) |                                   |
| 48°30' – 48°00' |                                     |                                                  | Blatt 177 48 S. Offenburg (div 1967)                  | Blatt 178 61 S. Sigmaringen (F. Huttenlocher 1959)  | Blatt 179 39 S. Ulm (H. Graul 1952)              | Blatt 180 24 S. Augsburg (H. Graul 1962)        | Blatt 181 128 S. München (G. Michler 1994)     | Blatt 182 47 S. Burghausen (P. Weichhart 1979) | Blatt 183 Burghsn.-E bis 13°45'             |                                   |
| 48°00' – 47°30' |                                     |                                                  | Blatt 185 47 S. Freiburg i. Br. (G. Reichelt 1964)    | Blatt 186 44 S. Konstanz (A. G. Benzing 1964)       | Blatt 187 94 S. Lindau (H. Dongus 1991)          | Blatt 188 87 S. Kaufbeuren (H. Dongus 1993)     | Blatt 189 68 S. Tegernsee (H. Dongus 1994)     | Blatt 190 69 S. Salzburg (K. Hormann 1978)     |                                             |                                   |
| 47°30'- –47°15' |                                     |                                                  |                                                       |                                                     | Blatt 193 Oberstdorf                             | Blatt 194 Mittenwald                            | Blatt 195 Tegernsee-S (bis 47°24')             | Blatt 196 Salzburg-S (bis 47°24')              |                                             |                                   |
| NB/ÖL           | 5°40'–6°20'                         | 6°20' – 7°20'                                    | 7°20' – 8°20'                                         | 8°20' – 9°20'                                       | 9°20' – 10°20'                                   | 10°20' – 11°20'                                 | 11°20' – 12°20'                                | 12°20' – 13°20'                                | 13°20' – 14°20'                             | 14°20' – 15°20'                   |

### Westdeutschland
Sieht man vom Südosten in Bayern und vom äußersten Norden (Schleswig-Holstein und Hamburg) ab, so wurden die alten Bundesländer weitgehend komplett erfasst, und zwar größtenteils bis zum Jahr 1974.

### DDR
Das einzige fast ausschließlich im Gebiet der damaligen DDR liegende Blatt ist Blatt 75 Stendal (s. obige Tabelle). Als man den Gedanken, das Gebiet der DDR komplett mit zu kartieren, aufgegeben hatte, wanderte der in Niedersachsen gelegene äußerste Südwesten vom nicht erschienenen Blatt 59 Ludwigslust in Form einer Ausschnittskarte auf das westlich anschließende Blatt 58 Lüneburg. Überwiegend ostdeutsch ist ansonsten nur Blatt 100 Halberstadt (s. Tabelle), das (fast) den kompletten Harz enthält.
Reguläres Format, jedoch nicht reguläre Lage, sollte dann ein ab Mitte der 1960er Jahre geplantes Blatt Berlin haben, dessen Ausschnitt sich an den Grenzen der Stadt orientieren sollte. Doch auch dieses erschien nie.

### Bayern
Bayern ist neben den drei nördlichsten das einzige nur unvollständig kartierte westdeutsche Bundesland, wobei die Lücke im Osten Frankens klafft. Dabei sind manche bayerischen Kartenblätter erst nach der Wiedervereinigung fertiggestellt worden.
Da speziell der Osten Bayerns in der Gesamttabelle nur durch Scrollen eingesehen werden kann, hier noch einmal eine Teilübersicht:
| NB\ÖL           | 9°20'-10°20'                                              | 10°20'-11°20'                                              | 11°20'-12°20'                                  | 12°20'-13°20'                                                 | 13°20'-14°20'                               |
| --------------- | --------------------------------------------------------- | ---------------------------------------------------------- | ---------------------------------------------- | ------------------------------------------------------------- | ------------------------------------------- |
| 50°30' - 50°00' | Blatt 140 43 S. Schweinfurt (B. Schwenzer 1968)           | Blatt 141 42 S. Coburg (H. Späth 1987)                     | Blatt 142/143 Plauen (Süd) (n. e.)             |                                                               |                                             |
| 50°00' - 49°30' | Blatt 152 45 S. Würzburg (div. 1963)                      | Blatt 153 48 S. Bamberg (K.-A. Habbe 2004)                 | Blatt 154/155 Bayreuth (n. e.)                 |                                                               |                                             |
| 49°30' - 49°00' | Blatt 162 58 S. Rothenburg o. d. Tauber (W.-D. Sick 1962) | Blatt 163 33 S. Nürnberg (F. Tichy 1973)                   | Blatt 164 64 S. Regensburg (D. J. Manske 1981) | Blatt 165/166 86 S. Cham (K. Müller-Hohenstein 1973)          | Blatt 165/166 bis 13°25'                    |
| 49°00' - 48°30' | Blatt 171 54 S. Göppingen (H. Dongus 1961)                | Blatt 172 39 S. Nördlingen (R. Jätzold 1962)               | Blatt 173 30 S. Ingolstadt (div 1990)          | Blatt 174 88 S. Straubing (W. Czajka, Hans-Jürgen Klink 1967) | Blatt 175 50 S. Passau (U. Bodemüller 1971) |
| 48°30' - 48°00' | Blatt 179 39 S. Ulm (H. Graul 1952)                       | Blatt 180 24 S. Augsburg (H. Graul 1962)                   | Blatt 181 128 S. München (G. Michler 1994)     | Blatt 182/183 47 S. Burghausen (P. Weichhart 1979)            | Blatt 182/183 bis 13°30'                    |
| 48°00' - 47°30' | Blatt 187/193 94 S. Lindau/Oberstdorf (H. Dongus 1991)    | Blatt 188/194 87 S. Kaufbeuren/Mittenwald (H. Dongus 1993) | Blatt 189/195 68 S. Tegernsee (H. Dongus 1994) | Blatt 190/196 69 S. Salzburg (K. Hormann 1978)                |                                             |
| 47°30'- -47°15' | Blatt 187/193                                             | Blatt 188/194                                              | Blatt 189/195                                  | Blatt 190/196                                                 |                                             |

Die obige Tabelle erfasst kleine Teile Unterfrankens nicht (Blätter 139 Frankfurt und 151 Darmstadt, siehe Tabelle weiter oben).

### Liste mit kompletten Angaben
In der nachfolgenden Liste sind alle Autorennamen komplett angegeben. ISBN wurden erst ab 1973 erteilt, jedoch finden sich nicht alle Exemplare mit ISBN in der Deutschen Nationalbibliothek, während sich viele ältere Bände ohne ISBN dort finden.
(54°35' – 54°00')
- Blatt 22: Husum (Gerold Richter 1962; 46 S.) → Lage
- Blatt 11/24: Eutin/Westermarkelsdorf (Brigitte Schwenzer 1974; 26 S.) – ISBN 3-87994-305-2 → Lage

(54°00' – 53°30')
- Blatt 37/38: Wilhelmshaven/Norden (Sofie Meisel 1961; 21 S.) → Lage
- Blatt 39: Bremerhaven (Sofie Meisel 1962; 18 S.) → Lage

(53°30' – 53°00')
- Blatt 54/55: Oldenburg/Emden (Herbert Lehmann [Vorarbeit],[7] Sofie Meisel 1962; 40 S.) → Lage
- Blatt 56: Bremen (Sofie Meisel 1961; 28 S.) → Lage
- Blatt 57: Hamburg (Süd) (Sofie Meisel 1964: 44 S.) → Lage
- Blatt 58: Lüneburg (Wolfgang Meibeyer 1980; 43 S.) – ISBN 3-87994-369-9[8] → Lage

(53°00' – 52°30')
- Blatt 70/71: Cloppenburg/Lingen (Sofie Meisel 1959; 36 S.) → Lage
- Blatt 72: Nienburg (Weser) (Sofie Meisel 1959; 29 S.) → Lage
- Blatt 73: Celle (Sofie Meisel 1960; 37 S.) → Lage
- Blatt 74: Salzwedel (Wolfgang Meibeyer 1970; 46 S.) → Lage
- Blatt 75: Stendal (H. Claus 1964; 31 S.) → Lage

(52°30' – 52°00')
- Blatt 83/84: Osnabrück/Bentheim (Sofie Meisel 1961; 66 S.) → Lage
- Blatt 85: Minden (Sofie Meisel 1959; 50 S.) → Lage
- Blatt 86: Hannover (Sofie Meisel 1960; 60 S.) → Lage
- Blatt 87: Braunschweig (Theodor Müller 1962; 38 S.) → Lage

(52°00' – 51°30')
- Blatt 95/96: Kleve/Wesel (Wilhelm von Kürten 1977; 75 S.) – ISBN 3-87994-323-0 → Lage
- Blatt 97: Münster (Sofie Meisel 1960; 47 S.) → Lage
- Blatt 98: Detmold (Sofie Meisel 1959; 40 S.) → Lage
- Blatt 99: Göttingen (Jürgen Hövermann 1963; 36 S.) → Lage
- Blatt 100: Halberstadt (Jürgen Spönemann 1970; 37 S.) → Lage

(51°30' – 51°00')
- Blatt 108/109: Düsseldorf/Erkelenz (Karlheinz Paffen, Adolf Schüttler, Heinrich Müller-Miny 1963; 55 S.) → Lage
- Blatt 110: Arnsberg (Martin Bürgener 1969; 80 S.) → Lage
- Blatt 111: Arolsen (Martin Bürgener 1963; 94 S.) → Lage
- Blatt 112: Kassel (Hans-Jürgen Klink 1969; 108 S.) → Lage

(51°00' – 50°30')
- Blatt 122/123: Köln/Aachen (Ewald Glässer 1978; 52 S.) – ISBN 3-87994-328-1[9] → Lage
- Blatt 124: Siegen (Heinz Fischer, Hans-Jürgen Klink 1972; 36 S.) → Lage
- Blatt 125: Marburg (Gerhard Sandner 1960; 32 S.) → Lage
- Blatt 126: Fulda (Werner Röll 1969; 38 S.) → Lage

(50°30' – 50°00')
- Blatt 136/137: Cochem (Heinz Fischer, Richard Graafen 1974; 39 S.) – ISBN 3-87994-338-9 → Lage
- Blatt 138: Koblenz (Heinrich Müller-Miny, Martin Bürgener 1971; 82 S.)
- Blatt 139: Frankfurt a. M. (Brigitte Schwenzer 1967; 35 S.) → Lage
- Blatt 140: Schweinfurt (Brigitte Schwenzer 1968; 43 S.) → Lage
- Blatt 141: Coburg (Heinz Späth 1987; 42 S.) – ISBN 3-87994-342-7 → Lage

(50°00' – 49°30')
- Blatt 148/149: Trier/Mettendorf (Otmar Werle 1974; 68 S.) – ISBN 3-87994-344-3 → Lage
- Blatt 150: Mainz (Harald Uhlig 1964; 39 S.) → Lage
- Blatt 151: Darmstadt (Otto Klausing 1967; 61 S.) → Lage
- Blatt 152: Würzburg (Horst Mensching, Günter Wagner 1963; 45 S.) → Lage
- Blatt 153: Bamberg (Karl Albert Habbe 2004, erschien als Essay Die naturräumlichen Einheiten auf Blatt 153 Bamberg 1:200000 – Ein Problembündel und ein Gliederungsvorschlag, in: Mitteilungen der Fränkischen Geographischen Gesellschaft 2003/2004, S. 55–102; 48 S.) → Lage

(49°30' – 49°00')
- Blatt 159: Saarbrücken (Helga Schneider 1972; 154 S.) → Lage
- Blatt 160: Landau i. d. Pfalz (Adalbert Pemöller 1969; 47 S.) → Lage
- Blatt 161: Karlsruhe (Josef Schmithüsen 1952; 24 S.) → Lage
- Blatt 162: Rothenburg o. d. Tauber (Wolf-Dieter Sick 1962; 58 S.) → Lage
- Blatt 163: Nürnberg (Franz Tichy 1973; 33 S.) – ISBN 3-87994-354-0 → Lage
- Blatt 164: Regensburg (Dietrich-Jürgen Manske 1981; 64 S.) – ISBN 3-87994-355-9 → Lage
- Blatt 165/166: Cham (Klaus Müller-Hohenstein 1973; 86 S.) – ISBN 3-87994-356-7 → Lage

(49°00' – 48°30')
- Blatt 169: Rastatt (Heinz Fischer 1967; 31 S.) → Lage
- Blatt 170: Stuttgart (Friedrich Huttenlocher 1949, Hansjörg Dongus 1967; 76 S.) → Lage
- Blatt 171: Göppingen (Hansjörg Dongus 1961; 54 S.) → Lage
- Blatt 172: Nördlingen (Ralph Jätzold 1962; 39 S.) → Lage
- Blatt 173: Ingolstadt (Otto Sporbeck, Hansgeorg Schlichtmann 1990; 30 S.) – ISBN 3-87994-361-3 → Lage
- Blatt 174: Straubing (Willi Czajka, Hans-Jürgen Klink 1967; 88 S.) → Lage
- Blatt 175: Passau (Udo Bodemüller 1971; 50 S.) → Lage

(48°30' – 48°00')
- Blatt 177: Offenburg (Heinz Fischer, Hans-Jürgen Klink 1967; 48 S.) → Lage
- Blatt 178: Sigmaringen (Friedrich Huttenlocher 1959; 61 S.) → Lage
- Blatt 179: Ulm (Hans Graul 1952; 39 S.) → Lage
- Blatt 180: Augsburg (Hans Graul 1962; 24 S.) → Lage
- Blatt 181: München (Günther Michler 1994;[10] 128 S.) – ISBN 3-87994-368-0 → Lage
- Blatt 182/183: Burghausen (Peter Weichhart 1979; 47 S.) – ISBN 3-87994-313-3[8] → Lage

(48°00' – 47°15')
- Blatt 185: Freiburg i. Br. (Günther Reichelt 1964; 47 S.) → Lage
- Blatt 186: Konstanz (Alfred G. Benzing 1964; 44 S.) → Lage
- Blatt 187/193: Lindau/Oberstdorf (Hansjörg Dongus 1991; 94 S.) – ISBN 3-87994-372-9 → Lage
- Blatt 188/194: Kaufbeuren/Mittenwald (Hansjörg Dongus 1993; 87 S.) – ISBN 3-87994-373-7 → Lage
- Blatt 189/195: Tegernsee (Hansjörg Dongus 1994; 68 S.) – ISBN 3-87994-374-5 → Lage
- Blatt 190/196: Salzburg (Klaus Hormann 1978; 69 S.) – ISBN 3-87994-375-3 → Lage

## Heutige Verwendung
Die naturräumlichen Gliederungen werden auch heute (2020) noch verwendet, jedoch je nach Region in unterschiedlichem Maße, da die Zuständigkeiten weitgehend auf die Landesämter übergegangen sind. Das Bundesamt für Naturschutz, das als einzige Bundesanstalt noch teilverantwortlich ist, hat die Gliederungen der Bundesanstalt für Landeskunde als Basis für seine Landschaftssteckbriefe genommen und die Haupteinheitengruppen neu durchnummeriert, wobei aber inkohärenterweise die Nummern der Steckbriefe sich nach den alten richtet (siehe entsprechenden Abschnitt im Artikel zu den naturräumlichen Großregionen).
Die Bundesländer Hessen und Rheinland-Pfalz bieten die naturräumlichen Gliederungen in aktuellen Kartendiensten an. In Hessen war im Landesamt HLUG bereits 1988 Die Naturräume Hessens unter Federführung von Otto Klausing, Bearbeiter von Blatt 151 Darmstadt, erschienen. Hierfür mussten Unvereinbarkeiten der Grenzen und Naturraumnamen zwischen Nachbarblättern behoben werden. Haupteinheiten mit tief nachgestellter 1 oder 2, die zustande gekommen waren, weil eine Haupteinheitengruppe mehr als zehn Haupteinheiten hatte, wurden in Dezimalstellen umgewandelt (die Haupteinheiten 3401 Waldecker Gefilde und 3402 Waldecker Wald der Über-Haupteinheit 340 Waldecker Tafel wurden in 340.0 und 340.1 umgewandelt).
Für das Land Baden-Württemberg, in dem einige benachbarte Blätter kaum in Einklang zu bringen waren, beschränkte sich die Landesanstalt LUBW darauf, die Haupteinheiten verbindlich festzulegen, und schnitt im Einzelfalle auch etwas anders zu. Für Bayern, wo auch die allerletzten Einzelblätter erschienen waren (Blätter München und Tegernsee 1994, das außerhalb der Reihe erschienene Blatt Bamberg gar erst 2004), erschien im Landesamt LfU eine Gliederung, die die Haupteinheiten etwas gröber unterteilt als die Einzelblätter.
Gänzlich neue Gliederungen entstanden durch die Landesämter TLUG in Thüringen und LUNG in Mecklenburg-Vorpommern sowie für Sachsen durch die Sächsische Akademie der Wissenschaften. Die Thüringer Gliederung ist relativ grob und strenger nach geologischen Gesichtspunkten hierarchisiert, während die Gliederungen in Sachsen und Mecklenburg-Vorpommern sehr fein sind und sich von denen der Bundesanstalt für Landeskunde vor allem darin unterscheiden, dass sie von der Kleinlandschaft zur größeren hin gliedern und nicht umgekehrt.